# إينوك ألبرت بريان
إينوك ألبرت بريان (بالإنجليزية: Enoch Albert Bryan)‏ هو مدرس أمريكي، ولد في 10 مايو 1855 في بلومنغتون في الولايات المتحدة، وتوفي في 6 نوفمبر 1941 في بولمان في الولايات المتحدة.